# Repeat Offender (Richard Marx álbum)
Repeat Offender es el segundo álbum de estudio del compositor estadounidense Richard Marx. Fue producido por el mismo Marx y David Cole y publicado por Capitol en 1989. Fue grabado en los estudios A&M, Capitol, "Lion Share", "Cherokee" y "Sunset Sound" por David Cole e
incluye los sencillos exitosos "Satisfied", "Angelia" y "Right Here Waiting" (la canción más reconocida del artista). Entre los músicos invitados se encuentran Michael Omartian, Cynthia Rhodes, esposa de Richard Marx, y Steve Lukather.
"Repeat Offender" llegó al puesto número uno de Billboard en los Estados Unidos, convirtiéndose en el álbum más exitoso de Richard Marx.

## Canciones
(La lista de temas pertenece a la versión en CD del álbum).
1. "Nothin' You Can Do About It" (Richard Marx) - 4:44
2. "Satisfied" (Richard Marx) - 4:14
3. "Angelia" (Richard Marx) - 5:17
4. "Too Late to Say Goodbye" (Richard Marx/Fee Waybill) - 4:52
5. "Right Here Waiting" (Richard Marx) - 4:24
6. "Heart on The Line" (Richard Marx/Bruce Gaitsch) - 4:43
7. "Real World" (Richard Marx)
8. "If You Don't Want My Love" (Richard Marx/Fee Waybill) - 4:07
9. "That Was Lulu" (Richard Marx/Dean Pitchford) - 3:44
10. "Wait For The Sunrise" (Richard Marx) - 4:15
11. "Children of The Night" (Richard Marx) - 4:44

## Personal
- Richard Marx = Voz, piano eléctrico y guitarras
- David Cole = coros
- Mike Baird = Batería.
- Prairie Prince = Batería.
- Jeffery (C.J.) Vanston = sintetizadores y teclados electrónicos
- John Keane = Batería.
- John Robinson = Batería.
- Mike Derosier = Batería.
- John Pierce = Bajo.
- Randy Jackson = Bajo.
- Jim Cliff = Bajo.
- Nathan East = Bajo.
- Steve Lukather = Guitarras.
- Michael Landau = Guitarras.
- Bruce Gaitsch = Guitarras.
- John Walmsley = Guitarras.
- Paul Warren = Guitarras.
- Bill Champlin = Órgano y pandereta.
- Paulinho Da Costa = Pandereta.
- Bobby Kimball = Coros.
- Ruth Marx = Coros.
- Bob Coy = Coros.
- Cynthia Rhodes = Coros.
- Marc Russo = Saxofón.
- Dave Koz = Saxofón.
- Tom Scott = Saxofón.
- Larry Williams = Saxofón.
- Jerry Hey = Trompeta.
- Gary Grant = Trompeta.
- Dick Marx = Arreglos de sesión de bronces.